# سپاه اول (ایالات متحده آمریکا)
سپاه اول ایالات متحده آمریکا (انگلیسی: I Corps) یک سپاه در نیروی زمینی ایالات متحده آمریکا است، که در سال ۱۹۱۸ تأسیس شد. ستاد فرماندهی سپاه اول در پایگاه شکاری لوئیس-مک‌کرود ایالت واشینگتن قرار دارد. این سپاه در جنگ جهانی اول، جنگ جهانی دوم، جنگ کره و جنگ عراق شرکت داشت.
سپاه اول یک تشکیلات اصلی از نیروی زمینی ایالات متحده آمریکا در اقیانوس آرام است و ماموریت فعلی آن شامل نظارت اداری بر واحدهای نیروی زمینی در منطقه آسیا-اقیانوسیه، از جمله برنامه مسیرهای اقیانوس آرام است.
سپاه اول که در جنگ جهانی اول در فرانسه فعال شد، بر لشکرهای نیروی زمینی ایالات متحده نظارت داشت، زیرا آنها چندین حمله بزرگ آلمان را دفع کرده و به داخل آلمان پیشروی می‌کردند. این سپاه پس از پایان جنگ غیرفعال شد. سپاه اول که برای خدمت در جنگ جهانی دوم دوباره فعال شد، فرماندهی لشکرها را در جنوب اقیانوس آرام به عهده گرفت و نیروی زمینی ایالات متحده و نیروی زمینی استرالیا را در بیرون راندن نیروی زمینی امپراتوری ژاپن از گینه نو رهبری کرد. این سپاه در ادامه یکی از عناصر اصلی پیشرو در نبرد لوزون بود که فیلیپین را آزاد کرد. سپس به عنوان یکی از ستادهای اداری در اشغال ژاپن مسئولیت را بر عهده گرفت.
این سپاه در آغاز جنگ کره به کره اعزام شد و یکی از سه سپاهی بود که در طول کل مشارکت ایالات متحده در این درگیری، در کشور باقی ماند و فرماندهی نیروهای ایالات متحده، بریتانیا و کره جنوبی را در طول سه سال مبارزات رفت و برگشت علیه نیروهای کره شمالی و چین برعهده داشت. پس از پایان جنگ، این سپاه تقریباً به مدت ۲۰ سال در کره باقی ماند و از منطقه غیرنظامی کره محافظت کرد. سپاه اول که امروزه فعال است، به عنوان ستاد تابعه ارتش ایالات متحده در اقیانوس آرام عمل می‌کند و همچنین شاهد استقرارهایی در حمایت از جنگ عراق و عملیات آزادی پایدار بوده است.